# James Brolin
James Brolin, rodným jménem Craig Kenneth Bruderlin (* 18. července 1940, Los Angeles) je americký herec. Je otcem herce Joshe Brolina a od roku 1998 manželem zpěvačky a herečky Barbry Streisandové. Jeho první manželkou byla v letech 1966 až 1984 Jane Cameron Agee, následně v letech 1986 až 1995 herečka Jan Smithers. V roce 1997 byl původním uvaděčem pořadu Věřte nevěřte, ale brzy jej nahradil Jonathan Frakes. Jako herec se představil například ve filmech Bostonský případ (1968), Kozoroh 1 (1978), Chyť mě, když to dokážeš (2002) či Svatební války (2006).